# Lipoproteína
A lipoproteína é o agregado molecular responsável pelo transporte de lípideos em meios líquidos, já que eles não se misturam facilmente com o plasma sanguíneo. Desta forma, as gorduras são revestidas com fosfolipídeos, colesterol e proteínas; a fração proteica é chamada de apoproteína. No organismo humano, são sintetizados no fígado e no intestino delgado.

## Síntese no organismo
No intestino delgado, a enzima lipase quebra os lipídeos em ácido graxo e glicerol. Depois de se difundirem para dentro das células epiteliais, eles são novamente transformados em gordura, que é revestida com fosfolipídeos, colesterol e proteínas e incorporada em glóbulos solúveis em água chamados de quilomícrons. Por serem muito grandes para passarem pelas membranas capilares, os quilomícrons são transportados para um lacteal, de onde são retirados pela linfa e passam, posteriormente, às grandes veias, convergindo para a veia porta hepática.
No organismo, os quilomícrons são utilizados pelos tecidos adiposos, indo às células para depositarem colesterol e proteína. Depois da utilização metabólica, restam lipoproteínas de densidades variadas, como as de muita baixa densidade (VLDL), as de baixa densidade (LDL) e as de alta densidade (HDL). Elas possuem características físico-químicas diferentes e são processadas pelo organismo de formas dessemelhantes.
Após os nutrientes terem sido completamente utilizados pelo organismo, as lipoproteínas vão então ao fígado, que as converte em ácido biliar. Esse ácido, finalmente, retorna ao intestino; é por causa dele que nossas fezes, quando em aspectos saudáveis, possuem coloração marrom.

### Relação das lipoproteínas com o colesterol
Após ser absorvido pelo intestino, o colesterol é transportado para os tecidos em forma de LDL, mais concentrado, que possui menor densidade e solubilidade e, portanto, maior volume. O excesso de colesterol no sangue prejudica a captação celular de lipoproteínas; gradativamente, portanto, ele oxida, se depositando nas paredes das artérias e gerando uma placa lipídica, o ateroma, placas que se formam nas paredes dos vasos, prejudicando o fluxo de oxigênio. Esse processo causa a aterosclerose, inflamando as artérias, e, em casos mais graves, a placa lipídica endurece, lesando as artérias e causando a arteriosclerose.
A aterosclerose é mais propícia na maior ingestão de gorduras saturadas e trans, prejudiciais ao organismo por possuírem maior nível de colesterol, e de carboidratos em excesso, que, depois da síntese no fígado, viram gordura e vão ao sangue sob a forma de VLDL. A obstrução da artéria coronária pode gerar o infarto do miocárdio.
Por outro lado, o HDL, menos concentrado e que possui maior densidade e solubilidade, quando em circulação na corrente sanguínea, capta parte do colesterol em excesso e o transporta ao fígado, que também produz colesterol: cerca de 25% da quantidade total.